# Roberto Hernández Jr.
Roberto Hernández Jr. (Irapuato, Guanajuato; 25 de enero de 1938 - Monterrey, Nuevo León; 3 de septiembre de 2017), más conocido como Don Rober, fue un periodista y locutor deportivo mexicano. Dirigió el equipo de retransmisiones deportivas de Multimedios Televisión y Radio.
Hernández Jr. fue una figura controvertida en la cultura deportiva mexicana, y sus programas fueron muy populares. Por ello y los temas que trataba, fue una de las personas más influyentes en los medios de comunicación.

## Biografía

### Carrera
Nacido en Irapuato, Hernández Jr. decide trasladarse a Monterrey para una mejor vida. Inició su carrera en XERG Radio 690 kHz de Jesús D González y posteriormente en XEFB 630 kHz Radio y XHNL Canal 10 (hoy Televisa Monterrey) y posteriormente en televisión, llegó a ser directivo en el Canal 6 de Televisión Independiente de México (TIM), que posteriormente en 1973 se convirtió en Televisa (televisión vía satélite) con la fusión de TIM y Telesistema Mexicano (TSM). Luego el Canal 6 pasó a ser el Canal 8 de la Ciudad de México, donde fue reportero cubriendo la Copa Mundial de la FIFA, pero luego fue despedido de Televisa, en medio de polémica.
En 1974, Hernández Jr. narró su primer mundial en Alemania 1974. Su debut fue en el partido de la tercera fecha de fase de grupos entre Brasil y Zaire el 22 de junio. El partido lo ganarían los sudamericanos por 3-0.
En 1982 regresa a Estrellas de Oro (hoy Multimedios) e inicia un nuevo programa de televisión en el canal 12 llamado Futbol al día, comenzando con un programa de 10 minutos que se convirtió en 1 hora diaria y 6 días a la semana durante 35 años. Durante este tiempo, Televisa lo volvió a llamar para narrar los mundiales de México 1986, Italia 1990 y Estados Unidos 1994. Además, narraría los juegos de los equipos neoleoneses, el Club de Fútbol Monterrey y los Tigres de la UANL.
Hernández Jr. tuvo la fortuna de narrar los dos célebres goles que el argentino Diego Armando Maradona le marcó a Inglaterra en los cuartos de final del Mundial 1986.
Una de los momentos más recordados en la larga trayectoria de Hernández Jr. fue aquella narración en el momento en que Tigres descendió tras caer con un marcador de 2-1 ante su principal rival, Rayados de Monterrey, en el verano de 1996. Es quizá su narración más conocida.

Monterrey ganó. Tigres de la Autónoma de Nuevo León está en segunda división. Que Dios bendiga a todos lo que le hicieron daño a este equipo.

Hernández Jr. también fue columnista de Milenio Diario, diario de circulación nacional propiedad de Multimedios.

### Fallecimiento
El 3 de septiembre de 2017, se da a conocer el fallecimiento de Hernández Jr. a los 79 años de edad.